# Volda
Volda és un municipi situat al comtat de Møre og Romsdal, Noruega. Té 9.037 habitants (2016) i té una superfície de 547.53 km². El centre administratiu del municipi és el poble homònim.